# O Trapalhão na Arca de Noé
O Trapalhão na Arca de Noé é um filme brasileiro de 1983, do gênero comédia, dirigido por Del Rangel e estrelado por Renato Aragão. O filme teve um público aproximado de 2.850.000 pessoas.

## Elenco
- Renato Aragão como Duda
- Fábio Villa Verde como Zeca
- Nádia Lippi como Carla
- Gracindo Júnior como Marcos
- Sérgio Mallandro como Kiko
- Milton Moraescomo Morel
- Dary Reis como Juarez
- Manfredo Colassanti como Noé (dublado por José Santa Cruz)
- Xuxa como Lira, guardiã da floresta
- Carlos Kurt como apostador de rinha
- Gabriela Duarte como Gabi, amiga do Zeca